# ティムホートンズ
ティムホートンズ Inc.（英語: Tim Hortons Inc.、表記上アポストロフィはなし）はカナダのドーナツチェーンである。1964年にオンタリオ州ハミルトンでオープンし、以後カナダ国内に急速に拡がり、カナダ最大のファーストフードチェーンとなっている。
ティムホートンズはカナダの至る所で見ることができ、店舗数は、カナダ国内に約3,000店以上、アメリカ（東海岸・中西部に出店し、西海岸にはない）に約600店以上がある（2018年現在）。2023年12月の時点では世界17か国に事業を展開している。
2005年のティムホートンズのカナダ国内の売り上げは、カナダ国内のファーストフード全売上の22.6%を占める。カナダ国内にあるコーヒー、パン菓子製品の店舗の76%のシェアを持ち、カナダ国内のカフェとしてのシェアは62%を占め、2位のスターバックス (7%) を大きく突き放している。
またカナダでは、ティムホートンズはマクドナルドの規模を超え、2002年にはカナダ国内のマクドナルドの売り上げを抜き、カナダ国内のマクドナルドの約2倍の店舗数を持っている。
メニューには、コーヒー、ドーナツ、ティムビッツ（球状の小型ドーナツ）、スープ及びサンドイッチなどがある。

## 歴史
1964年にオンタリオ州ハミルトンにおいて「ティムホートン」（当時は、店名に「s」がなかった）第一号店が開店された。創業者のティム・ホートンは1949年からプロホッケーリーグのNHLの選手としても活躍した人物である。ティム・ホートンは開店直後に、ハミルトン警察署の巡査であったロン・ジョイス (Ron Joyce) と出会い共同経営を行うようになった。ホートンが1974年に突然の自動車事故で死亡すると、ジョイスは事業のすべてを買収し40店舗のチェーンを単独所有した。ジョイスは地理的にも商品の選択の面でも急速かつ積極的にチェーン事業を拡大し、1991年にはケベック州アイルマーに500店目を開店するに至った。
ティム・ホートンズの積極的な事業展開は、コーヒー・ドーナツ外食店業界に次の2つの大きな変化をもたらしたといわれる。
- カナダの独立系のドーナツ店は、事実上ほぼ消滅した。
- カナダの一人当たりドーナツ店舗数は他の諸国を遥かに凌駕する[6]。

1995年には、その人気がアメリカ人の投資家の目に留まり、ティム・ホートンズはアメリカ合衆国における巨大ファーストフード店のウェンディーズ社と合併、新社名はウェンディーズ・インターナショナルInc.となった。また、合併の結果として店舗管理を行う子会社はTDLグループと名付けられた。この子会社はオンタリオ州オークビルの本拠地から全チェーン店舗を統括しており、2003年には年商8億ドル以上を上げている。
ウェンディーズとの合併はティム・ホートンズの米国展開を促進させ、ニューヨーク、オハイオ、ミシガン、ウェストバージニア、ケンタッキー及びメイン各州などに出店が相次いだ。さらに、2004年までで、ロードアイランド、コネチカット及びマサチューセッツ各州でコーヒー・ドーナツ店を42店舗チェーン展開していたベス・イートンも買収している。
2006年、業績好調で高い利益率を誇るティムホートンズを上場させるようウェンディーズは株主から圧力を受け、その結果ティムホートンズは株式を上場して再び独立した会社となった。
2014年、バーガーキングに買収される。
2023年、丸紅がシンガポール、マレーシア、インドネシアにおける店舗開発や運営に関わる契約を結んだ。また、2023年12月には韓国にも進出した。

## 広告・販売促進
ティム・ホートンズはカナダで最もマーケティング活動に成功した企業の一つとされている。強力かつ効果的なそのブランド故に、「ティムズ」 (Tim's) あるいはより口語的に「ティミーズ」 (Timmy's or Timmies) などと愛称され、カナダを代表するファーストフード店として君臨し、カナダの文化の核心を成しているともいわれる。
カナダではティムホートンズのテレビコマーシャルが頻繁に流れており、その内容は大抵ティムのコーヒーを飲む実在のカナダ人にスポットを当てた「実話」形式のものが多い。ティムの掲げるスローガンは、「常に新鮮 (Always Fresh)」及び「あなたのそばにはいつもティムホートンズ (You've Always Got Time For Tim Hortons)」である。

## スピードくじ「Roll up the Rim to Win」

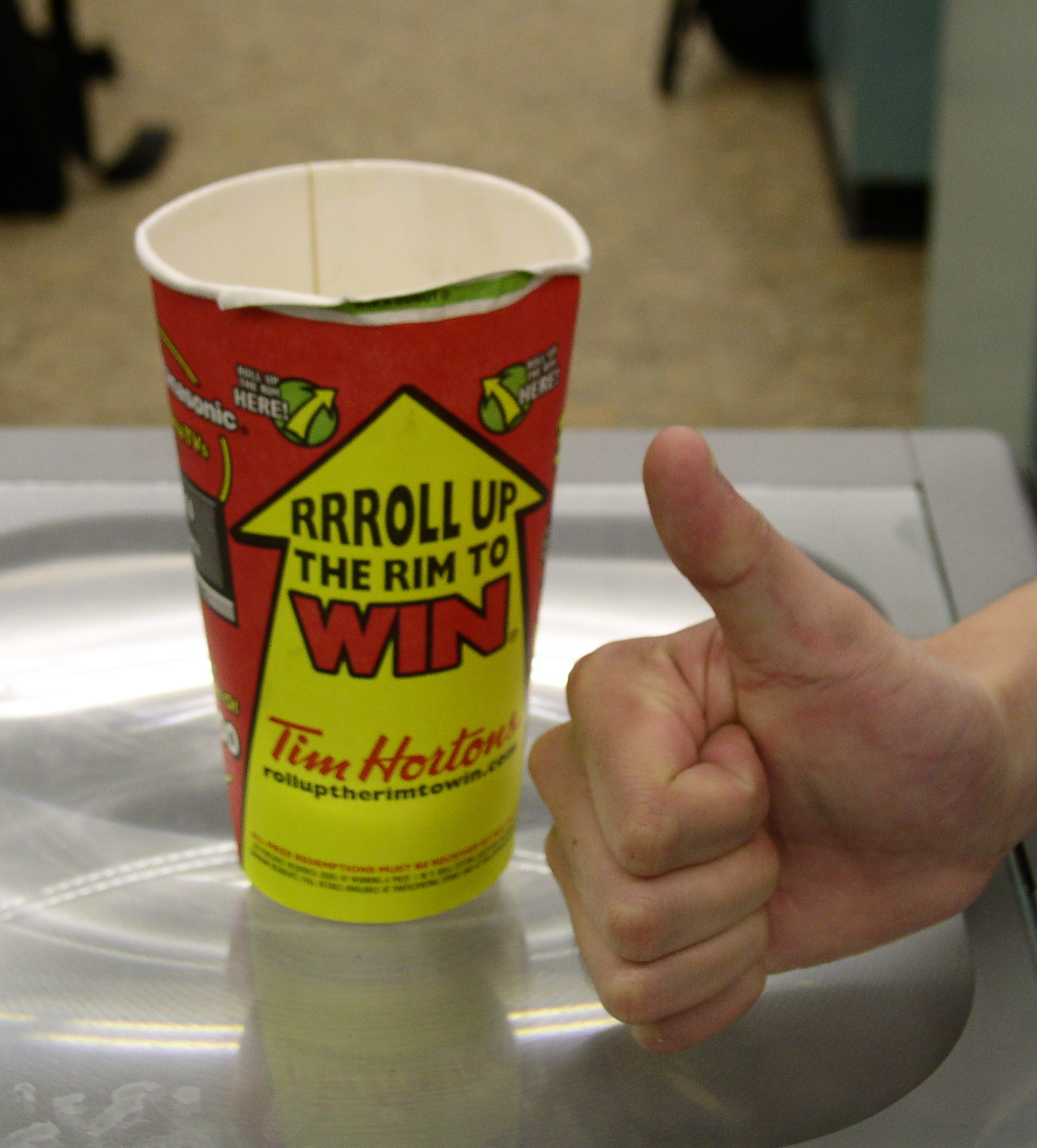
当たりくじ

毎年3月から5月まで、ティム・ホートンズでは販売促進のためのスピードくじ「"Roll up the Rim to Win"」コンテストが行われる。賞品総額は2000万ドル超といわれている。顧客はコーヒーを飲み終えて、紙コップの縁を広げて当たりの場合には裏側で賞品がわかることになっている。自動車もしばしば当たることがあり、毎年20台分ほどの当選者がでる。
このコンテストの宣伝効果は非常に効果的なものであり、「R」の音を震わせて、「R-r-roll up the r-r-im to win」と叫ぶフレーズは、コマーシャルが流れる地域においてよく知られている。

## コミュニティ
この店舗は、地域のコミュニティ支援や「ティムホートンズ児童基金」の活動も行っている。同基金はロン・ジョイスが設立したもので、多くの恵まれないカナダ人子女に対しサマーキャンプへの参加費用を援助している。また、地域店舗の店主なども地元のスポーツチームなどのコミュニティ組織に寄付活動を行っている。

## カナダ文化の象徴
ドーナツ店は多くのカナダ人の日常生活において重要な位置を占めており、そのリードチェーンであるティムホートンズ自体が、カナダ人のアイデンティティを象徴する存在になりつつあるといわれる。日常におけるドーナツ店、とりわけティムホートンズの重要性の例としては、次のものが挙げられる。
- 辞書の『カナダオックスフォード辞典（英語版）』において「double double」という語句が登載された。この語句の意味は、コーヒーを注文する時によく使われる「クリーム2つに砂糖2つ」ということであるが、カナダにおける俗語となっている。もっとも、この語句はティムを初めとするドーナツ店の登場よりも前に使われていたとの説もある。
- 2004年にカナダ造幣局は新たな25セント硬貨を発行した。これは、世界初の彩色された流通用硬貨で、リメンブランス・デー（Remembrance Day、戦没者記念日）にちなんで、赤と黒のポピーの花が描かれている。ところで、この硬貨の3分の1（3000万ドル）を流通させるに当たっては、ティムホートンズが選ばれたといわれる（残りは金融機関及び戦没者団体 (Royal Canadian Legion) に配分された。）
- 映画『ウェインズ・ワールド』において登場人物が「スタン・ミキタズ」なるドーナツ店でたむろするシーンがあるが、この名称はカナダ人の内輪うけ狙いのジョークである（ちなみに主演のマイク・マイヤーズはカナダ出身である）。すなわち、ミキタはNHLに在籍した往年の名選手の名前であり、ホッケー選手であった創業者ティム・ホートンの名を暗示するものなのである。
- 1999年にトロントのヨーク大学で歴史を学んでいたスティーブ・ペンフォルド (Steve Penfold) は、ティム・ホートンズの社会学的な仮説に関する論考を書いたが、これにより社会学分野で1999年度のイグノーベル賞を受賞した。

## カナダ軍との関わり

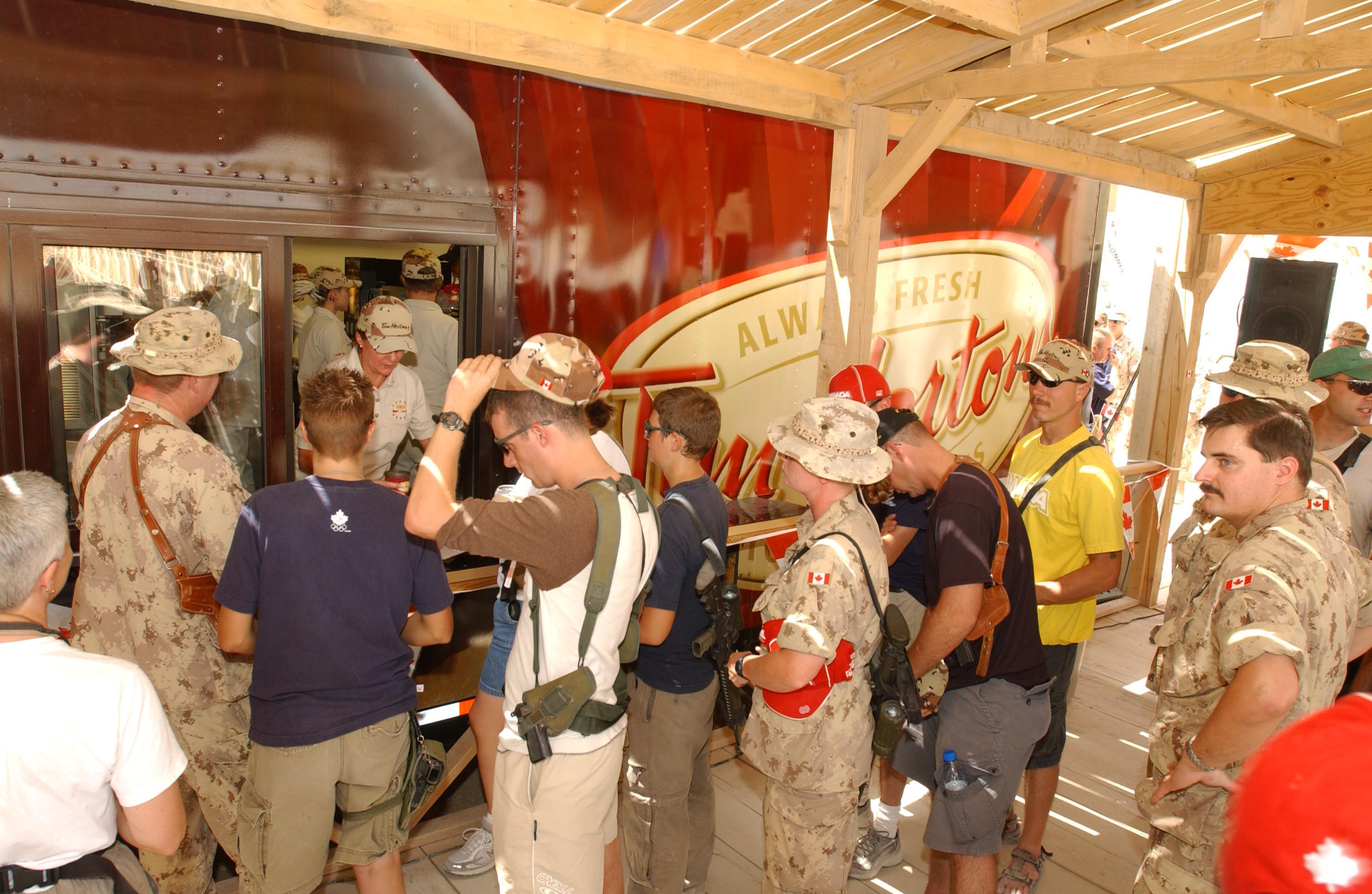
カンダハールのティムホートンズを利用するカナダ兵

ティムホートンズは少なくとも7箇所のカナダ軍の拠点へ販売店を出店している。
TDLグループは2006年4月に、カナダ軍のリック・ヒリアー (Rick Hillier) 将軍の要望を受け、アフガニスタンのカンダハール拠点基地へ販売店を出店すると発表した。カンダハール店は2006年7月に、基地内に設置された40-フート (12 m)のトレーラー内に開店した。
カンダハール店の41名のスタッフは、カナダ軍職員支援局 (Canadian Forces Personnel Support Agency) の職員より抜擢された。スタッフは核兵器や生物兵器による攻撃が発生した場合に、どのように対処すべきかといったトレーニングを事前に受けている。
カナダ連邦政府は、カンダハールへの出店に対して、年間およそ4〜5百万カナダドルを助成していた。
カンダハール店は、5年間で400万カップのコーヒーと300万個のドーナツを販売し、2011年11月29日に閉店した。

## 米軍との関わり
米軍基地最初のティムホートンズは、2009年にフォート・ノックス陸軍基地に開店した。その翌年には、ノーフォーク海軍基地へも出店し、2011年11月迄に、米軍基地内に5店舗を出店している。
最初に出店された2店舗の他には、オシアナ海軍航空基地に1店舗、アバディーン性能試験場に2店舗が出店されている。